# Wiktor Kuznecow (ur. 1961)
Wiktor Mychajłowycz Kuznecow, ukr. Віктор Михайлович Кузнецов, ros. Виктор Михайлович Кузнецов, Wiktor Michajłowicz Kuzniecow (ur. 8 stycznia 1961, w Dnieprodzierżyńsku, w obwodzie dniepropetrowskim, Ukraińska SRR) – ukraiński piłkarz, grający na pozycji pomocnika lub obrońcy, trener piłkarski.

## Kariera piłkarska

### Kariera klubowa
Wychowanek Szkoły Piłkarskiej w Dnieprodzierżyńsku, a od 14 lat Dnipro-75 Dniepropetrowsk. W 1978 rozpoczął karierę piłkarską w podstawowym składzie Dnipra Dniepropetrowsk. W 1980 został powołany do służby wojskowej w Kijowie, gdzie przez dwa pełne lata bronił barw SKA Kijów. Po zakończeniu służby powrócił do Dnipra, ale w związku ze słabą formą sportową został oddelegowany do farm klubu Kołos Nikopol. W 1983 wrócił do Dnipra i z pierwszych meczów został podstawowym piłkarzem klubu. W tymże roku zdobył mistrzostwo ZSRR. Po zakończeniu sezonu 1986 razem z trenerem Wołodymyrem Jemcem przeszedł do Nistru Kiszyniów. W 1989 został zaproszony do beniaminka Wyższej Ligi ZSRR Lokomotiwu Moskwa, ale rozegrał tylko 4 gry i w 1990 powrócił do Kołosu Nikopol, a potem występował w zespole amatorskim Tawrija Nowotrojićke. Jesienią 1993 reprezentował barwy Torpeda Zaporoże w Wyższej Lidze Ukrainy. Podczas przerwy zimowej sezonu 1994/95 wyjechał do Mołdawii, gdzie został piłkarzem Constructorulu Kiszyniów, w którym zakończył karierę piłkarza w roku 1996.

### Kariera reprezentacyjna
W 1983 rozegrał dwa mecze w olimpijskiej reprezentacji ZSRR.

## Kariera trenerska
Po zakończeniu kariery piłkarza rozpoczął karierę szkoleniowca. Najpierw w sezonie 1996/1997 pomagał trenować Constructorul Kiszyniów. Latem 2000 został mianowany na stanowisko głównego trenera Stali Dnieprodzierżyńsk, którym kierował do czerwca 2002. Potem szkolił dzieci w Szkole Piłkarskiej Inter Dniepropetrowsk. Od kwietnia 2010 do czerwca 2012 prowadził drugą drużynę Dnipro-2 Dniepropetrowsk, a potem drużynę U-19. Od 2013 powrócił do pracy w Szkole Piłkarskiej Inter Dniepropetrowsk jako asystent.

## Sukcesy i odznaczenia

### Sukcesy piłkarskie
SKA Kijów
- mistrz Ukraińskiej SRR: 1980
- mistrz Wtoroj ligi ZSRR: 1980 (finał 3)

Dnipro Dniepropetrowsk
- mistrz ZSRR: 1983
- brązowy medalista Mistrzostw ZSRR: 1984, 1985
- zdobywca Pucharu Federacji Piłki Nożnej ZSRR: 1986

Nistru Kiszyniów
- mistrz Wtoroj ligi ZSRR: 1988 (finał A)
- wicemistrz Wtoroj ligi ZSRR: 1987 (finał W)

### Sukcesy indywidualne
- wybrany do listy 33 najlepszych piłkarzy ZSRR: Nr 2 (1983), Nr 3 (1984)

### Odznaczenia
- tytuł Mistrza Sportu ZSRR: 1983